# HMAS Nizam
HMAS Nizam – niszczyciel z okresu II wojny światowej, należący do typu N (J/K/N), w służbie marynarki australijskiej w latach 1941–1945, po wojnie w służbie brytyjskiej Royal Navy w latach 1945-1955 jako HMS „Nizam”. Nosił znak taktyczny G38, od kwietnia 1945: D15. Służył głównie na Morzu Śródziemnym i Oceanie Indyjskim.
Podczas wojny, „Nizam” otrzymał cztery wyróżnienia bitewne (Battle Honours): za konwoje maltańskie 1941, Kretę 1941, Libię 1941 i Okinawę 1945.

## Budowa
Okręt zamówiono 15 kwietnia 1939 w ramach programu finansowego na 1939 rok, razem z innymi tego typu. Stępkę pod budowę położono 27 lipca 1939 w stoczni John Brown & Company w Clydebank (numer stoczniowy 564), kadłub wodowano 4 lipca 1940. Okręt budowany był dla marynarki brytyjskiej Royal Navy, jako HMS „Nizam” (nazwany tak od tytułu noszonego przez władcę Hajdarabadu, Osama Ali Khana). Ostatecznie został wraz z 5 innymi okrętami tego typu przekazany przed ukończeniem Marynarce Wojennej Australii, pozostając własnością rządu brytyjskiego. Budowę ukończono 19 grudnia 1940, po próbach odbiorczych wszedł do służby 8 stycznia 1941 już jako HMAS „Nizam”. W tej samej stoczni budowano też równocześnie niszczyciel tego typu „Nerissa” (późniejszy polski „Piorun”), a wcześniej HMS „Jackal” i HMS „Javelin” takiego samego typu J.

## Zarys służby

### Atlantyk 1941
„Nizam” osiągnął gotowość już pod koniec stycznia 1941. Wszedł w skład 7. Flotylli Niszczycieli. Podczas doszkalania załogi przeważnie eskortował główne siły floty brytyjskiej na północno-zachodnich podejściach do Wielkiej Brytanii, operując ze Scapa Flow w składzie Floty Metropolii (Home Fleet).
29 marca wraz z niszczycielem HMAS „Napier”, krążownikiem HMS „Sheffield”, lotniskowcem HMS „Argus” i transportowcem wojska „Highland Monarch”, dotarł do Gibraltaru. Następnie wraz z „Napierem” eskortował „Highland Monarch” do Freetown i dalej na Wyspę Świętej Heleny (12 kwietnia). 30 kwietnia oba niszczyciele przybyły do Adenu, a następnie 4 maja przez Kanał Sueski do Aleksandrii, gdzie w składzie 7. Flotylli zostały włączone do Floty Śródziemnomorskiej.

### Morze Śródziemne 1941
Na Morzu Śródziemnym „Nizam” brał cały czas udział w osłonie działań głównych sił Floty Śródziemnomorskiej i jej poszczególnych okrętów oraz osłonie konwojów, głównie na Maltę. W dniach 6-12 maja wziął udział w operacji sił głównych MD.4, jako daleka osłona konwoju MW-7 na Maltę (równolegle z operacją Tiger z Gibraltaru).
Od połowy maja 1941 „Nizam” działał na wodach Krety, a następnie brał udział w bitwie o Kretę. W nocy 21 maja wraz z niszczycielami: „Jervis” i „Ilex” (Zespół E) bombardował niemieckie lotnisko na wyspie Karpatos (Scarpanto). Był tej nocy atakowany przez włoski okręt podwodny „Onice”, lecz bezskutecznie. 23 maja okręty te i HMS „Havock” patrolowały koło Heraklionu. W nocy 26/27 maja wraz ze stawiaczem min „Abdiel” i niszczycielem „Hero” przetransportował 750 komandosów do zatoki Suda na Krecie, ewakuując stamtąd 930 osób. W nocy 28/29 maja wraz z HMAS „Napier”, HMS „Kelvin” i „Kandahar” ewakuował 608 żołnierzy ze Sfakii do Aleksandrii (jako Zespół C). Podczas powtórnej operacji 30/31 maja, „Nizam” i „Napier” ewakuowały 1510 osób, lecz w drodze powrotnej zostały lekko uszkodzone bliskimi wybuchami bomb.

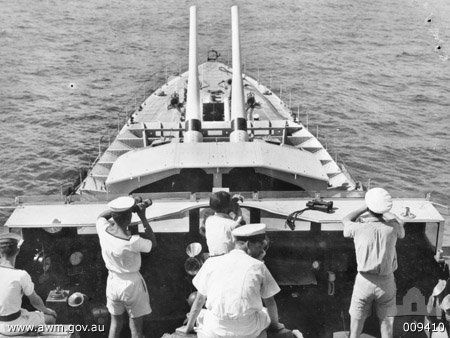
Widok na mostek i stanowisko dział „Nizama” – czerwiec 1941

Po krótkich naprawach w Aleksandrii, od połowy czerwca 1941 „Nizam” brał udział w kampanii syryjskiej przeciw kolonialnym rządom Francji Vichy. 23 czerwca wraz z krążownikami HMS „Leander” i „Naiad” i niszczycielami „Jaguar” i „Kingston” wziął udział w nocnym starciu pod Bejrutem z francuskim wielkim niszczycielem „Guepard”, zakończonym jego lekkim uszkodzeniem. W dniach 26, 28 czerwca, 4, 5 i 6 lipca 1941 bombardował pozycje francuskie w Ad-Damur. W dniach 22-25 lipca brał udział w wypadzie Floty Śródziemnomorskiej w okolice Krety (akcja dywersyjna MD.5 dla konwoju Substance z Gibraltaru).
W sierpniu, wrześniu i październiku działał pod oblężonym Tobrukiem. Dowoził tam zaopatrzenie nocami 4 i 6/7 sierpnia wraz z HMS „Jaguar”, a 17/18 sierpnia z HMS „Kipling”. Nocą 20/21 sierpnia brał udział w transportowaniu do Tobruku polskiej Samodzielnej Brygady Strzelców Karpackich (2. tura operacji Treacle), podczas powrotu został lekko uszkodzony przez lotnictwo pod Bardią bliskim wybuchem bomby i część drogi był holowany przez HMS „Kingston”. 15/16 i 18/19 września ponownie woził żołnierzy brytyjskich i zaopatrzenie do Tobruku (operacja Supercharge). Za ostatnim razem uległ uszkodzeniu w Tobruku o wrak włoskiego statku, lecz powrócił o własnych siłach, remont trwał 2 tygodnie. 12/13 października „Nizam” dowoził żołnierzy brytyjskich do Tobruku rozpoczynając operację wymiany garnizonu Cultivate (ze stawiaczem min „Abdiel” i niszczycielami „Kipling” i „Hero”), a ponownie 17/18 i 20/21 października. 23 października wraz z niszczycielami „Napier”, „Jupiter” i „Hasty” bombardował Sollum, a 25 października z „Napier” i „Hasty” – Bardię. Na początku listopada dowoził posiłki do Famagusta na Cyprze (operacja Glencoe), a następnie do Tobruku (2. tura operacji Approach 14-15 listopada, podczas której stawiacz min „Abdiel” zabrał z Tobruku gen. Sikorskiego). Brał następnie ponownie udział w operacjach głównych sił, a 25 listopada uratował 168 rozbitków z zatopionego pancernika HMS „Barham”. 16-17 grudnia z krążownikami i niszczycielami eskortował z Aleksandrii na Maltę transportowiec „Breconshire” i 17 grudnia wziął udział w I bitwie pod Syrtą. W dniach 28-29 grudnia eskortował konwój ME-8 w składzie 4 pustych statków powracających z Malty do Aleksandrii, atakowany przez lotnictwo.

### Ocean Indyjski 1942
W styczniu 1942 wraz z HMAS „Napier” i „Nestor” został przeniesiony na Ocean Indyjski, wchodząc w skład Brytyjskiej Floty Wschodniej. 9 stycznia niszczyciele te spotkały się z lotniskowcem HMS „Indomitable” koło wysp Sokotra, stanowiąc odtąd jego eskortę. 21 stycznia zespół dotarł do atolu Addu. 28 stycznia „Indomitable” dostarczył lotem 48 myśliwców Hawker Hurricane 232. i 258. Dywizjonu RAF do Batawii (operacja Opponent).
„Nizam” odłączył się następnie od „Indomitable” i dwóch pozostałych niszczycieli, operując głównie w rejonie Cejlonu. W marcu 1942 eskortował konwój SU1 z żołnierzami ANZAC powracającymi z Afryki do Australii, między Adenem a Fremantle (z HMS „Royal Sovereign”, „Cornwall, „Express” i HMAS „Vampire”). Powrócił następnie do Colombo.
Podczas japońskiego wypadu na Ocean Indyjski w kwietniu „Nizam” przydzielony został do Zespołu A („szybkiego”) Floty Wschodniej, lecz nie doszło do starć z przeciwnikiem. Po krótkim remoncie w Bombaju został ponownie skierowany na Morze Śródziemne, dla przeprowadzenia operacji konwojowej na Maltę.

### Morze Śródziemne 1942
W czerwcu „Nizam” dotarł do Aleksandrii i w składzie 7. Flotylli Niszczycieli wziął udział w nieudanej operacji konwojowej Vigorous na Maltę 13-16 czerwca, która spotkała się z silnym przeciwdziałaniem sił państw Osi, głównie lotnictwa. Pod koniec czerwca ponownie przeszedł na Ocean Indyjski.

### Ocean Indyjski 1942–1945
Od lipca 1942 ponownie służył w Brytyjskiej Flocie Wschodniej, w osłonie konwojów i sił głównych floty, bazując głównie w Kilindini i na Cejlonie. 9-12 września brał udział w inwazji na francuski Madagaskar, osłaniając siły główne przed okrętami podwodnymi. Następnie patrolował w tym rejonie i 23 września przechwycił i zdobył francuski statek „Marechel Gelljeni”. 29 września dobił opuszczony i tonący francuski statek „Admiral Pierre”. Na początku października pełnił patrole przeciwpodwodne w rejonie Południowej Afryki. 11-12 października eskortował do Kapsztadu polski statek „Narwik”, który uratował ponad 1000 rozbitków z zatopionego transportowca wojska „Orcades”. W październiku stanął do remontu w Simon’s Town, ukończonego w grudniu 1942. Od grudnia 1942 do czerwca 1943 pełnił zadania eskortowe na południowym Atlantyku i Oceanie Indyjskim. Od lipca 1943 powrócił na Ocean Indyjski, do Kilindini.
Wchodził w skład Zespołu 69 (Task Force 69) ubezpieczającego atak samolotów z lotniskowców HMS „Illustrious” i USS „Saratoga” (TF 70) na bazę japońską w Sabang 19 kwietnia 1944 (operacja Cockpit). Od września do października 1944 okręt był remontowany w Williamstown w Australii. Od grudnia 1944 do lutego 1945 wspierał działania a Birmie i osłaniał konwoje w Zatoce Bengalskiej. 11 lutego 1945 został uszkodzony przez sztorm koło Australii, podczas silnego przechyłu zaginęło 10 marynarzy.

### Ocean Spokojny 1945

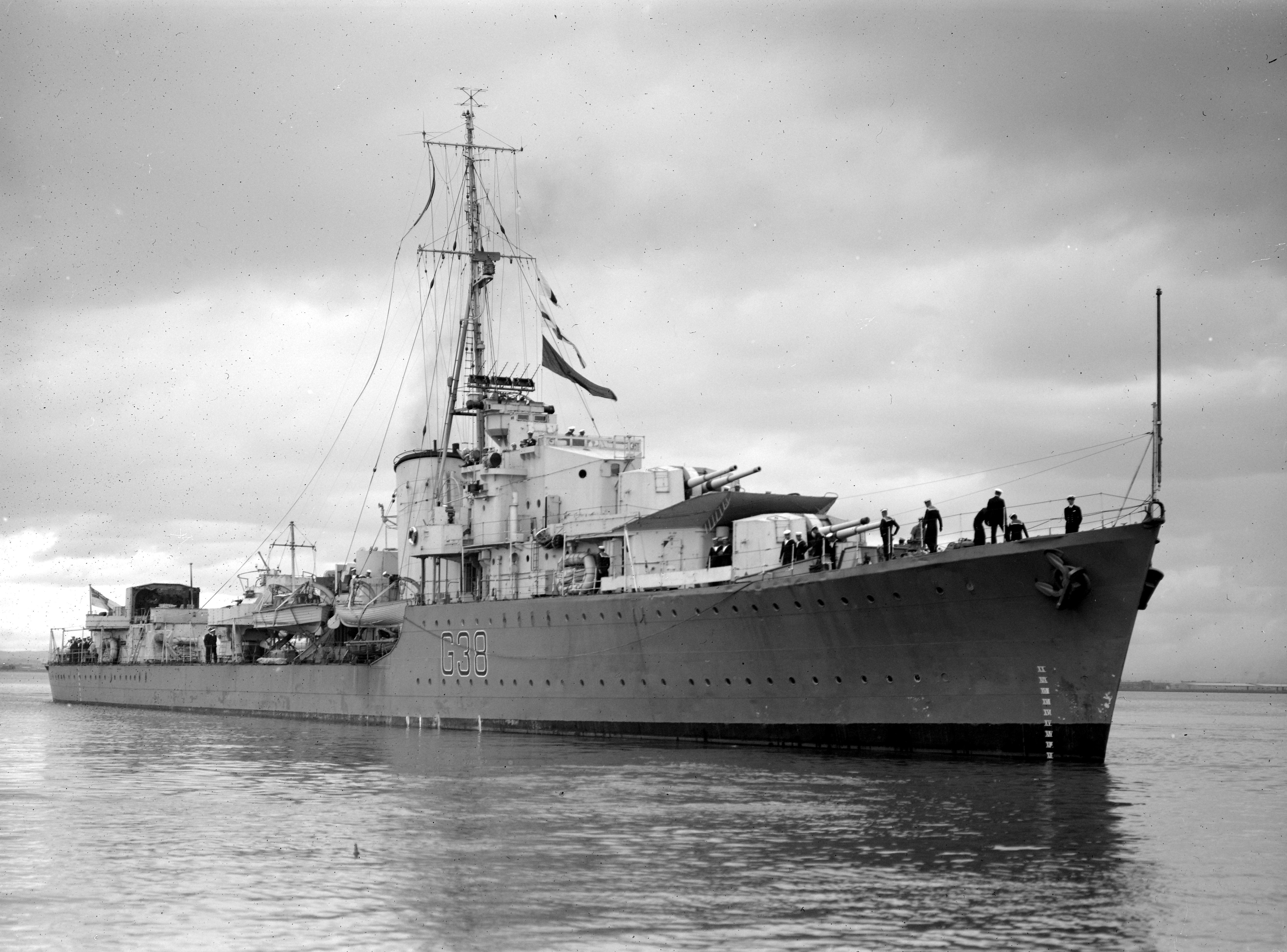
HMAS „Nizam” w 1945

Od lutego do kwietnia 1945 „Nizam” był wyposażany w Australii i przygotowywany do współdziałania z flotą amerykańską (zmieniono wówczas znak taktyczny na D-15), po czym w kwietniu 1945 przydzielono go do Brytyjskiej Floty Pacyfiku. Głównie osłaniał zespoły zaopatrzeniowe floty alianckiej (Logistics Group – TF 112), działając w maju pod Okinawą. 9-14 maja przejściowo eskortował główne siły zespołu TF 57.
W czerwcu wycofany do Australii, w lipcu powrócił do osłony zespołu zaopatrzeniowego Brytyjskiej Floty Pacyfiku (TF 37) w rejonie Nowej Gwinei (wyspa Manus). Od 11 sierpnia 1945 działał w składzie zespołu Task Group 38.5, z niszczycielem HMAS „Napier”, 23 sierpnia wszedł w skład zespołu brytyjskich sił głównych TF 37, z którym wszedł na wewnętrzne wody Japonii. 2 września 1945 brał udział w ceremonii kapitulacji Japonii w Zatoce Tokijskiej.
Podczas wojny „Nizam” przebył 295 206 mil.

### Po wojnie
Po wojnie 17 października 1945 „Nizam” został wycofany ze służby australijskiej i zwrócony Wielkiej Brytanii, dokąd przybył 13 grudnia 1945. Został następnie wycofany do rezerwy w Harwich, a od 1953 w Chatham. Ze służby wycofano go w 1955, po czym sprzedano na złom do stoczni w Grays w hrabstwie Essex, gdzie przybył 16 listopada 1955.

## Dowódcy:[13]
- 19. 12. 1940 – 26. 01. 1943 – Lt.Cdr. (kmdr ppor.) Max Joshua Clark
- 26. 01. 1943 – listopad 1944 – Cdr. (kmdr por.) Claude Henry Brooks
- listopad 1944 – 17 października 1945 – A/Lt.Cdr. (tymcz. kmdr ppor.) William Frank Cook

## Dane techniczne
Uwaga – dane dotyczące uzbrojenia i radarów odnoszą się ogólnie do okrętów typu N, daty zmian w przypadku konkretnego okrętu są orientacyjne.

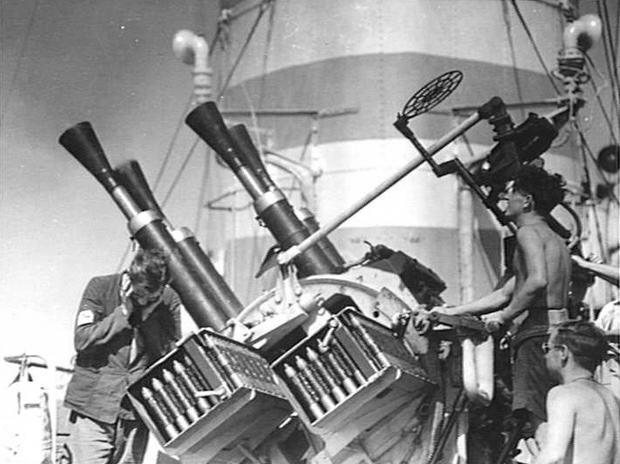
Działka 40 mm Mk VIII na „Nizam”

### Uzbrojenie
- 6 dział 120 mm QF Mk XII na podwójnych podstawach CP Mk XIX, osłoniętych maskami (3xII)
  - długość lufy: L/45 (45 kalibrów), donośność maksymalna 15 520 m, kąt podniesienia +40°, masa pocisku 22,7 kg
- 1 działo plot 102 mm QF Mk V na podstawie HA Mk III (do 1942/1943)
  - długość lufy: L/45, kąt podniesienia +80°, masa pocisku 14,06 kg
- 4 automatyczne armaty przeciwlotnicze 40 mm Vickers Mk VIII („pom-pom”) poczwórnie sprzężone na podstawie Mk VII (1xIV)
- 1 automatyczna armata przeciwlotnicza 40 mm Bofors Mk III* (zamontowana pod koniec wojny)
- 4-6 automatyczne działka plot 20 mm Oerlikon 20 mm (ilość stopniowo wzrastała, 4xI do 6xI, później 2xII i 2xI)
- 5 wyrzutni torpedowych 533 mm w aparacie torpedowym PR Mk II (1xV), 5 torped Mk IX (od 1942/43 – 10 wyrzutni (2xV); pod koniec wojny ponownie 5 wyrzutni)
- 1 zrzutnia na 6 bomb i 2 miotacze bomb głębinowych (20-45 bomb głębinowych)

### Wyposażenie
- hydrolokator
- system kierowania ogniem artylerii: dalocelownik (DCT) i główny dalmierz (na nadbudówce dziobowej)
- radar dozoru ogólnego Typ 286 (od 1941, na głównym maszcie), później Typ 291
- radar kierowania ogniem plot Typ 285 (od 1941, na stanowisku dalmierza)
- radar dozoru ogólnego SG-1 (pod koniec wojny, na maszcie głównym)